# Moravská Sázava
Moravská Sázava – rzeka mającą swe źródła w Czechach, a płynącą przez Morawy. Jest prawym dopływem Morawy.
Źródła znajdują się na południowo-zachodnich zboczach Bukové hory (958 m n.p.m.), na wysokości ok. 780 m n.p.m. Płynie przez Výprachtice a później głęboką dolina zwaną Sázavským údolím. Wypływa z gór do Lanškrounske kotliny. Przepływa przez Albrechtice. W pobliżu wsi Krasíkov ponownie wpływa w przełomową dolinę oddzielającą dwie części Zábřežské vrchoviny. Od północy jest to Drozdovská vrchovina a od południa Mírovská vrchovina. Doliną tą biegnie linia kolejowa Praga-Bohumín. W dolinie znajdują się miejscowości Tatenice i Hoštejn. W pierwszej znajduje się renesansowy pałac, a w drugiej ruiny średniowiecznego zamku. W pobliżu miasta Sazavy wpada do niej lewy dopływ Březná. Rzeka płynie przez Přírodní park Březná i pod miastem Zábřeh opuszcza na dobre Sudety, wpływając do szerokiego obniżenia. Jest to Obniżenie Górnomorawskie. Wpada do Morawy w pobliżu miejscowości Zvole, na wysokości 264 m n.p.m.
Całkowita długość – 54,3 km, powierzchnia dorzecza – 507 km².

## Dopływy
- prawostronne: Bušínovský potok, Lukovský p., Ospirský p., Červený p., Lukávka, Zadní p.

- lewostronne: Nemilka, Březná, Hraniční potok, Lubnický p.